# Augustin Daly
John Augustin Daly, né le 20 juillet 1838 à Plymouth (Caroline du Nord) et mort le 7 juin 1899 à Paris, est un dramaturge et directeur de théâtre américain.

## Biographie

### Activité artistique et théâtrale
Il est critique dramatique pour de nombreux journaux new-yorkais à partir de 1859, et adapte ou écrivit un grand nombre de pièces. Son premier succès est Under the Gaslight, en 1867.
En 1869, il est directeur du Théâtre de la Cinquième Avenue. Il fait bâtir et inaugure en 1879 le Daly's Theatre à New York, puis le Daly's Theatre à Londres.

### Daly et les«Big Four»
La compagnie de Daly est connue sous le nom de « Big Four » avec Ada Rehan, John Drew, Jr., Ann Hartley Gilbert et James Lewis. Sous la direction et la gestion minutieuses de Daly, le quatuor conquiert la critique et le public avec des pièces shakespeariennes, des comédies de Restauration et des adaptations de farces allemandes et françaises. En 1884, la troupe est acclamée à Londres. L'accueil à Paris et dans les capitales européennes est aussi enthousiaste.
Augustin Daly est l'un des « faiseurs de stars » de cette époque. Il révèle le potentiel artistique d'Ada Rehan et ils travaillent jusqu'à la mort de Daly vingt ans après leur rencontre. Mais leur relation à la fois artistique et sentimentale, bien que marquée par un énorme succès pour chacun d'entre eux, est tumultueuse. Rehan a vingt-deux ans, Daly quarante-et-un lorsqu'ils se rencontrent. Cornelia Otis Skinner, la fille du comédien Otis Skinner, membre de la troupe de Daly, affirme que Rehan devient la maîtresse de Daly qui est un homme marié,.
La réalisation la plus achevée de Daly et Rehan, qui reflète le mieux leur propre dynamique de création est probablement leur Mégère apprivoisée (1887). La pièce est montée à la fois à New York et à Londres et cette première production totalise 121 représentations, ce qui est un exploit pour un spectacle au XIXe siècle.

## Œuvres
- Under the Gaslight (en), 1867
- A Flash of Lightning, 1868
- Horizon, 1871
- Divorce, 1871
- Pique, 1875
- La Mégère apprivoisée, 1887